# Sietas Typ 63
Der Typ 63 war ein Frachtschiffstyp der Sietas-Werft in Hamburg-Neuenfelde, der von 1969 bis 1971 in zehn Einheiten gefertigt wurde. Seit 2011 ist kein Schiff dieser Baureihe mehr im Lloyd’s Register verzeichnet.

## Geschichte

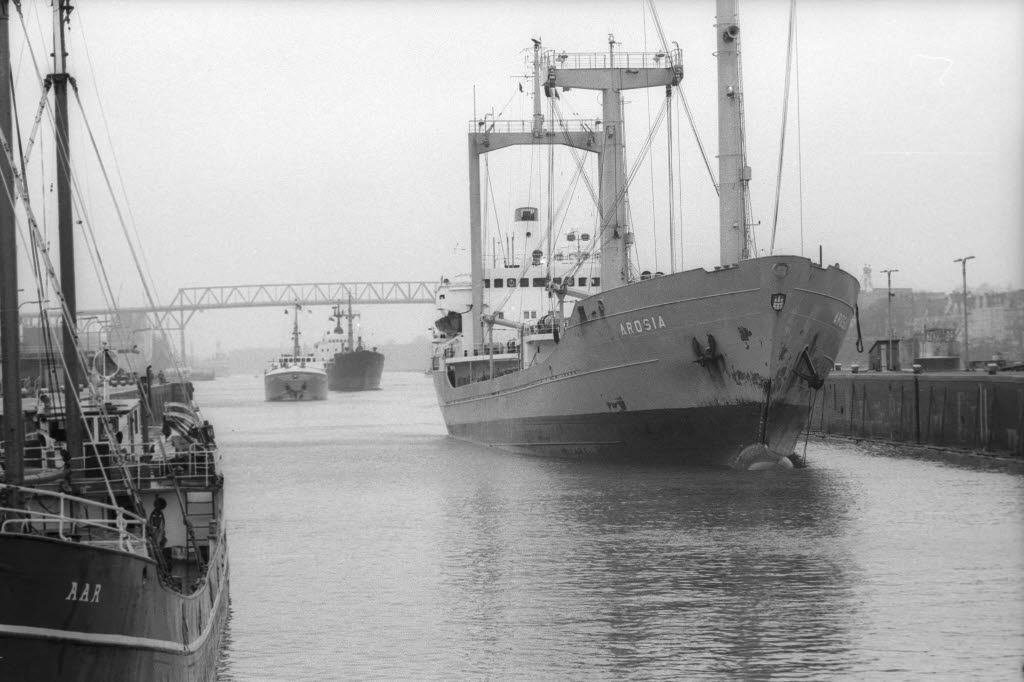
Die Arosia im Januar 1971 im Nord-Ostsee-Kanal

Je zwei Schiffe des Typs 63 waren ursprünglich von den Reedereien Peter Döhle sowie Hugo Bartels aus Hamburg, der Weser Schiffahrtsagentur GmbH & Co. KG aus Jevenstedt und der ZIM Israel Navigation Company Limited aus Haifa in Auftrag gegeben worden. Die zur israelischen Reederei Aaron Rosenfeld gehörende Evelyn Shipping SA aus Genf und der Reeder Horst Werner Janssen aus Elsfleth hatten jeweils ein Schiff geordert. Nach der Bestellung veräußerte die Schweizer Evelyn Shipping ihren Bauvertrag an Reederei Döhle, die somit drei Einheiten erhielt. Die ZIM Israel Navigation nahm nur die Ashdod ab und verkaufte den Bauvertrag des zweiten Schiffs Dhalid nach dessen Stapellauf an die Argo Reederei aus Bremen. Es wurde mit dem Namen Apus von der Werft abgeliefert.
Die drei von Peter Döhle bereederten Schiffe Arosia, Carolina und Isabella kamen anfangs für die schwedische Scandinavian Continent Line (SCOL) auf Fahrten in der Nordsee und Ostsee zum Einsatz. Die zwei Bartels-Schiffe liefen zunächst als Andrea und Anita für die Deutsche Afrika-Linien (DAL) zwischen Europa und Westafrika. 
Die anderen Einheiten wurden zumeist auf Liniendiensten im/ins Mittelmeer eingesetzt. Durch Weiterverkäufe und Vercharterungen fuhren die Schiffe ab Ende der 1970er Jahre unter anderem auch im Südpazifik, in Ostasien und der Karibik. Eine Besonderheit stellt die Süderfehn der Reederei Janssen dar, die von 1974 bis 1976 als Amanda 1 sowie erneut von 1978 bis 1981 als Anny unter österreichischer Flagge mit Heimathafen Wien registriert war.
An Bord der Odea (ehemals Ashdod) brach am 3. Oktober 1985 rund 320 Kilometer südlich der Azoreninsel Pico ein Feuer in den Mannschaftsräumen aus, das auf den Maschinenraum übersprang. Das Schiff befand sich auf der Fahrt von Georgetown (Guyana) über Großbritannien nach Frankreich. Nach Löschung des Brands wurde die Odea zunächst nach Ponta Delgada (Azoren) und anschließend weiter nach Greenock (Großbritannien) geschleppt, wo man die Ladung barg. Das Schiff traf am 7. Februar 1986 zur Verschrottung in San Esteban de Pravia (Spanien) ein. Die Intereast (ehemals Weser-Dispatcher) sank am 19. Dezember 1986 in der Formosastraße auf der Fahrt von Hongkong (damals britische Kolonie) nach Taichung (Taiwan), nachdem die aus Palmölfässern und Stacheldrahtrollen bestehende Ladung in schwerer See verrutscht war. Bei der Havarie kamen zwei Personen ums Leben. Die Bosowa VI (ehemals Isabella) kollidierte am 2. Juni 2010 rund 33 Kilometer (18 Seemeilen) vor der Nordküste Balis (Indonesien) mit dem Küstenmotorschiff Shinpo 18, das anschließend sank.

## Technik

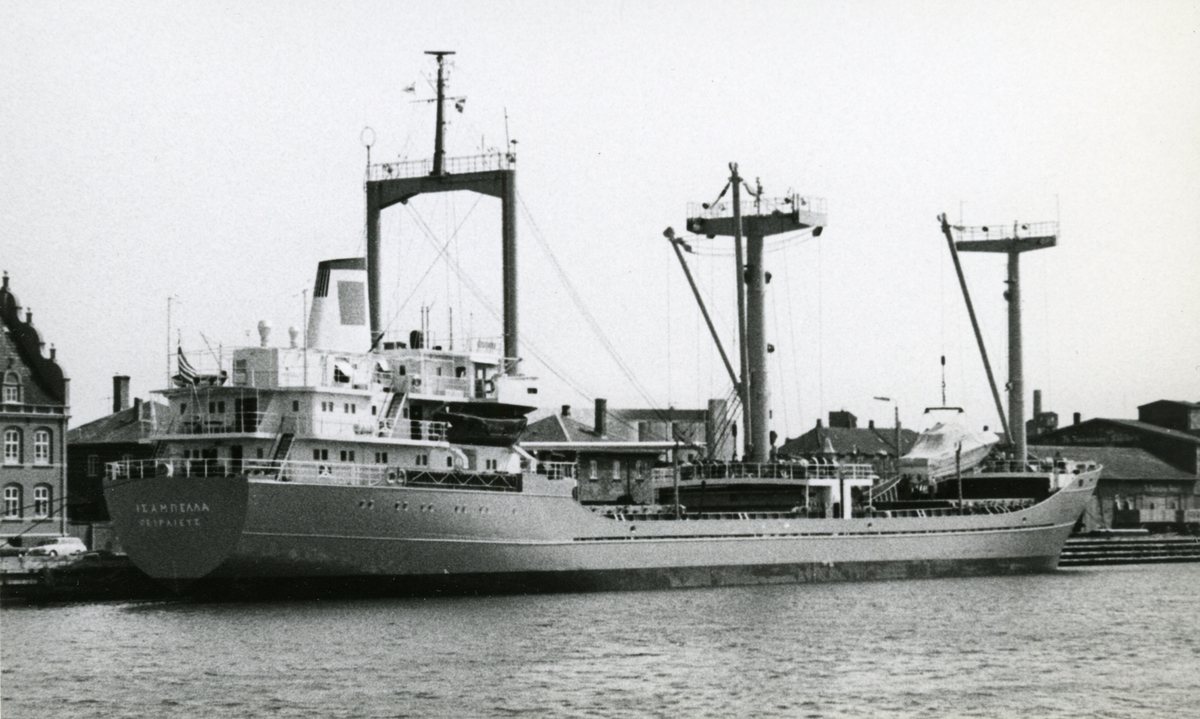
Die Isabella im Jahr 1972, charterbedingt mit griechischer Schreibweise des Namens

Der Typ 63 war ein zum Transport von Stückgut ausgelegter Zwischendecker mit drei Laderäumen. An Bord konnten bis zu 178 20-Fuß-Container (TEU) gestaut werden. Alle Einheiten der Baureihe hatten werftseitig ein Ladegeschirr erhalten, wobei aber die Anzahl der montierten Ladebäume und deren maximale Traglasten unterschiedlich waren. Die meisten Schiffe besaßen zwei Ladebäume mit je 35 t und zwei weitere mit je 15 t Traglast. Die Arosia erhielt zwei Ladebäume mit 25 t und zwei mit 15 t, die Carolina zwei mit 25 t sowie zwei mit 12 t und die Ashdod vier Ladebäume mit je 20 t Traglast. Die Weser-Broker rüstete man mit sechs Ladebäumen aus: zwei mit je 35 t und vier mit je 12 t Traglast.
Die Schiffe entstanden in Sektionsbauweise und hatten eine Gesamtlänge von 105,55 m (91,21 m Lpp, 95,28 m Vermessungslänge). Ihre Breite betrug 15,2 m, die Höhe vom Kiel bis zum Oberdeck 8,3 m und der maximale Tiefgang 6,77 m. Die zwei von ZIM Israel Navigation bestellten Einheiten waren bei Ablieferung mit 3.287 BRT (Ashdod) bzw. 3.292 BRT (Apus) vermessen worden, alle anderen Schiffe mit rund 3.250 BRT. Die Tragfähigkeit der Einheiten variierte und lag zwischen 4.416 dwt (Ashdod) und 4.549 dwt (Süderfehn). Im Auftrag von Reederei Döhle wurde die Carolina vom 17. März bis zum 13. April 1973 bei Sietas auf 116,15 m Lüa verlängert (106,65 m Lpp, 108,45 m Vermessungslänge) und danach als Wechselschiff mit 5.333 dwt sowie mit 1.927 BRT als Schutzdecker bzw. mit 3.880 BRT als Volldecker vermessen. Im Spätsommer 1973 ließ Reederei Döhle auch die Arosia entsprechend verlängern, deren Neuvermessung mit 3.896 BRT, 5.341 dwt und maximal 6,49 m Tiefgang erfolgte. In den 1990er Jahren wurden alle verbliebenen Schiffe nochmals vermessen, die meisten mit 3.241 BRZ, die verlängerte Carolina mit 3.855 BRZ und die verlängerte Arosia mit 4.012 BRZ.
Alle Einheiten des Typs 63 wurden von einem Achtzylinder-Viertakt-Dieselmotor angetrieben, der über ein Untersetzungsgetriebe auf einen Festpropeller wirkte. Bei den von ZIM Israel Navigation bestellten Schiffe Ashdod und Apus wurde jeweils ein Dieselmotor des Herstellers Klöckner-Humboldt-Deutz (KHD) mit einer Leistung von 3.200 PS verbaut. Die von Peter Döhle bereederten Schiffe Arosia, Carolina und Isabella erhielten je einen 3.500 PS leistenden Dieselmotor des Typs Atlas-MaK 8 MU 551 AK, alle übrigen Einheiten einen Atlas-MaK-Dieselmotor mit 4.000 PS Leistung.

## Die Schiffe
| Sietas Typ 63    | Sietas Typ 63 | Sietas Typ 63 | Sietas Typ 63          | Sietas Typ 63 | Sietas Typ 63                        | Sietas Typ 63 |
| Bauname          | Bau- nummer   | IMO- Nummer   | Stapellauf Ablieferung | BRT           | Auftraggeber                         | Umbenennungen und Verbleib |
| ---------------- | ------------- | ------------- | ---------------------- | ------------- | ------------------------------------ | --- |
| Isabella         | 641           | 6923242       | 31.07.1969 15.09.1969  | 3251          | Peter Döhle, Hamburg                 | 1974 Arcasea → 1980 Burdigala → 1986 Equator → 1991 Equator Rise → 2001 Bosowa VI, am 2. Juni 2010 vor Bali (Indonesien) mit der Shinpo 18 kollidiert, 2011 in Indonesien verschrottet |
| Arosia           | 623           | 6928694       | 08.09.1969 31.10.1969  | 3251          | Peter Döhle, Hamburg                 | 1973 Rumpf verlängert → 1979 Forum Niugini → 1980 Niugini Chief → 1981 Dexena → 1987 Brasiliana → 1987 ZIM Brasiliana → 1991 Swee Long Satu, 2009 im Schiffsregister gelöscht |
| Ashdod           | 658           | 7000255       | 27.10.1969 14.01.1970  | 1716/3287     | ZIM Israel Navigation, Haifa         | 1980 Colombo Venture → 1982 Colombo Maru → 1985 Odelia → 1985 Odea, am 3. Oktober 1985 Feuer im Maschinenraum auf Position 35.54°N, 29.00°W, am 7. Februar 1986 zur Verschrottung in San Esteban de Pravia eingetroffen                                                                                |
| Dhalid           | 659           | 7006986       | 28.11.1969 14.02.1970  | 3292          | ZIM Israel Navigation, Haifa         | nach Stapellauf von der Argo Reederei erworben, abgeliefert als Apus → 1986 Africana → 3/1989 Rica → 10/1989 Sin Nga → 1992 Lujiang → 1999 Kijang → 2006 King, am 22. Juni 2006 zur Verschrottung in Chittagong auf den Strand gesetzt                                                                 |
| Weser-Broker     | 642           | 7005748       | 13.12.1969 14.03.1970  | 1599/3254     | Weser Schiffahrtsagentur, Jevenstedt | 1983 Scandutch Asia → 1986 Hua Jia → 1996 Wing Lee No. 9, 2011 im Schiffsregister gelöscht |
| Carolina         | 660           | 7010016       | 19.01.1970 15.04.1970  | 1599/3251     | Evelyn Shipping, Genf                | Bauvertrag nach Bestellung von Peter Döhle übernommen, 1973 Rumpf verlängert, 1978 Al Hodeidah → 1982 Victrix → 1987 Junior Grant III → 1989 City of Stockholm → 2/1991 Carolina → 6/1991 City of Stockholm → 2/1992 Main Star → 12/1992 Lian Hong → 1996 Johan Jade, 2011 im Schiffsregister gelöscht |
| Anita Adele      | 640           | 7012569       | 28.02.1970 16.05.1970  | 3245          | Hugo Bartels, Hamburg                | charterbedingt abgeliefert als Anita → 1976 Cheshire Resolve → 1978 Anita Adele → 1979 Rigi → 1986 Navarino → 1989 Equator Pride → 1999 Mercury Star → 2000 Ivory Star, 2011 im Schiffsregister gelöscht                                                                                               |
| Birte Andrea     | 612           | 7015262       | 26.03.1970 20.06.1970  | 3245          | Hugo Bartels, Hamburg                | charterbedingt abgeliefert als Andrea → 1/1977 Birte Andrea → 2/1977 Al Battani → 2004 Gatun, 2011 im Schiffsregister gelöscht |
| Süderfehn        | 668           | 7023984       | 25.04.1970 18.07.1970  | 3250          | Horst Werner Janssen, Elsfleth       | charterbedingt abgeliefert als Amanda → 1972 Amanda I → 1976 Anny → 1982 Kenya → 1982 Amanda I → 5/1982 Madeira → 1982 Wah Yee → 2/1992 Main Star → 12/1992 Lian Hong → 1996 Johan Jade, 2011 im Schiffsregister gelöscht                                                                              |
| Weser-Dispatcher | 655           | 7047382       | 29.01.1971 27.03.1971  | 1599/3250     | Weser Schiffahrtsagentur, Jevenstedt | 1979 Mascareignes → 1980 Heinrich Wesch → 1982 Hoesheng → 1986 Intereast, am 19. Dezember 1986 in der Formosastraße auf Position 24.03°N, 119.47°E gesunken |